# Episodi di Bizaardvark (terza stagione)
La terza stagione di Bizaardvark è in onda negli Stati Uniti dal 24 luglio 2018 sul canale Disney Channel e in Italia sono stati pubblicati il 24 marzo 2020 su Disney+.
|    | Titolo originale                     | Titolo italiano                    | Prima TV USA     | Prima TV Italia |
| -- | ------------------------------------ | ---------------------------------- | ---------------- | --------------- |
| 1  | The Summer of Us                     | La nostra estate                   | 24 luglio 2018   | 24 marzo 2020   |
| 2  | Two's Me in a Pod                    | Perfezione imperfetta              | 26 luglio 2018   | 24 marzo 2020   |
| 3  | House Moms                           | Le mamme della casa                | 31 luglio 2018   | 24 marzo 2020   |
| 4  | No Way, Whoa!                        | Non ci credo, uoo!                 | 2 agosto 2018    | 24 marzo 2020   |
| 5  | Tree's Company                       | Due sorelle e un albero            | 7 agosto 2018    | 24 marzo 2020   |
| 6  | Summer Schooled                      | Il finto corso estivo              | 9 agosto 2018    | 24 marzo 2020   |
| 7  | Halloweenvark Part 3: Mali-Boo!      | Hallowenvark parte terza: Mali-Bù! | 5 ottobre 2018   | 24 marzo 2020   |
| 8  | Holiday Video Sketchtacular          | Il Video Sketchtacolare di Natale  | 7 dicembre 2018  | 24 marzo 2020   |
| 9  | Who Is Horse Face Guy?               | Chi è Faccia da Cavallo?           | 19 gennaio 2019  | 24 marzo 2020   |
| 10 | Where There's a Willow There's a Way | Se c'è Willow, un modo c'è         | 26 gennaio 2019  | 24 marzo 2020   |
| 11 | House Band                           | La band della casa                 | 2 febbraio 2019  | 24 marzo 2020   |
| 12 | Eye of the Duckworth                 | L'occhio della Duckworth           | 9 febbraio 2019  | 24 marzo 2020   |
| 13 | Bernie's Cousin Ernie                | Ernie, il cugino di Bernie         | 16 febbraio 2019 | 24 marzo 2020   |
| 14 | Paige's Way vs. Frankie's Way        | Paige contro Frankie               | 23 febbraio 2019 | 24 marzo 2020   |
| 15 | PK in da House                       | Per un pugno di pancake            | 2 marzo 2019     | 24 marzo 2020   |
| 16 | Bizaardvark Changes Lives            | Bizaardvark cambia le vite         | 9 marzo 2019     | 24 marzo 2020   |
| 17 | A Capella Problems                   | Il coro a capella                  | 16 marzo 2019    | 24 marzo 2020   |
| 18 | The Stand-Up Standoff                | La guerra di Stand-Up              | 23 marzo 2019    | 24 marzo 2020   |
| 19 | BizRipOffs                           | La supereroina                     | 30 marzo 2019    | 24 marzo 2020   |
| 20 | Rozes Are Red                        | Se son rose, fioriranno            | 6 aprile 2019    | 24 marzo 2020   |
| 21 | The End of the Beginning             | La fine dell'inizio                | 13 aprile 2019   | 24 marzo 2020   |